# Fenareta
Fenareta, Fenarete ou Fainarete (Grego: Φαιναρέτη, Phainarétē) foi a mãe do filósofo grego Sócrates e do meio-irmão, Pátrocles.
Ela teve dois filhos com dois homens diferentes: Sócrates é seu filho com Sofronisco e Pátrocles é seu filho com Queredemo.
Pouco se sabe sobre a vida de Fenareta. No diálogo platônico Teeteto, Sócrates compara seu trabalho de filósofo com o dela de parteira.
Na Memorabilia de Xenofonte, a veneração de Sócrates por sua mãe é amplamente demonstrada[carece de fontes?] na discussão com Lamprocles, seu filho mais velho. Sócrates eleva um tom agressivo contra seu filho, dizendo: "Você está chateado com sua mãe, embora saiba muito bem que seja o que for que ela diga, ela não diz para lhe fazer qualquer mal, mas que ela lhe deseja mais bem do que qualquer ser humano poderia desejar".